# Powstanie w Paragwaju
Powstanie w Paragwaju – konflikt toczony pomiędzy rządem Paragwaju a lewicowymi partyzantami z Ludowej Armii Paragwaju i mniejszych grup rebelianckich.

## Geneza
Pierwszym skrajnie lewicowym ugrupowaniem, które rozpoczęło antyrządową działalność zbrojną w Paragwaju była Partia Wolnej Ojczyzny. To jej członkowie byli inicjatorami powołania Ludowej Armii Paragwaju (EPP).

## Historia
W 2008 roku ogłoszone zostało sformowanie Ludowej Armii Paragwaju. Ugrupowanie przyjęło partyzanckie metody walki. Jeszcze w tym samym roku rozpoczęło serie porwań dla okupu oraz ataków na bogatych właścicieli ziemskich oraz, cele rządowe. W grudniu 2008 roku rebelianci z EPP zaatakowali bazę wojskową. Powstanie ma ograniczony charakter. Ataki powtarzają się co kilka miesięcy z niewielką częstostliwością. Przeciwko rządowi wystąpiły też mniejsze formacje. Obok EPP funkcjonuje nieliczna Ejército del Mariscal López. W przeszłości działała partyzantka Agrupación Campesina Armada.

## Obszar walk
Działalność rewolucjonistów dotyczy głównie departamentów San Pedro i Concepción.

## Wsparcie zagraniczne
Rząd Paragwaju oskarżał EPP o współpracę z partyzantką Rewolucyjne Siły Zbrojne Kolumbii (FARC). Członkowie EPP mieli rzekomo przejść szkolenie wojskowe w obozach FARC.